# Ota Kraus
Ota Kraus né le 7 septembre 1909 à Kloster-Skalitz (Royaume de Bohême, Autriche-Hongrie) et mort le 10 juillet 2001 à Prague, est un artiste et un survivant du camp de concentration d’Auschwitz en Troisième Reich.

## Biographie
Il est né en 1909, ses parents sont d'origine juive. Il étudie à l'école primaire et secondaire. Il fait un apprentissage de serrurier. Il fait son service militaire à Prague. En 1930, il rencontre sa future épouse Bozena Kraus, ils se marient en 1939 et ils ont un fils Ivan.
Il travaille dans un magasin d'équipements de radio. En avril 1940, il est arrêté à Prague par la Gestapo pour avoir distribué un magazine de résistance. Il est envoyé à Dachau et plus tard au camp de concentration d'Auschwitz où il reste du 2 novembre 1942 à Octobre 1944, dans la section B II d. Il travaille comme installateur et réparateur, il construit de petits ateliers d'usinage. Il passait des messages aux mouvements clandestins local. Au camp, il a perdu ses parents. Il est transféré au camp de Sachsenhausen. Son frère William est mort après la libération, lors de la marche de la mort, depuis Auschwitz.
Il est libéré par les Alliés. Il retourne à Libčice nad Vltavou et retrouve sa femme et son fils Ivan. Plus tard, il travaille comme journaliste et devient écrivain spécialisé sur la Shoah. Il se marie à Edita Polachova , connue pour être la bibliothécaire d'auschwitz, et eu 3 enfants de cette union.
Ils s'exilent en Israël en 1949.
En 2001, il meurt, atteint de la maladie d'Alzheimer.